# 21388 Moyanodeburt
21388 Moyanodeburt è un asteroide della fascia principale. Scoperto nel 1998, presenta un'orbita caratterizzata da un semiasse maggiore pari a 2,2549125 UA e da un'eccentricità di 0,0736040, inclinata di 7,41859° rispetto all'eclittica.